# Apatura nakulina
Apatura nakulina är en fjärilsart som beskrevs av Hans Fruhstorfer 1906. Apatura nakulina ingår i släktet Apatura och familjen praktfjärilar. Inga underarter finns listade i Catalogue of Life.